# Inés Amor
Inés Amor (1912 – 1980) fue una promotora y galerista del Arte Moderno Mexicano. Su notoriedad en al ambiente cultural y en el mercado del arte inició a partir del México posrevolucionario al dirigir una de las primeras galerías de arte del país, la Galería de Arte Mexicano (GAM), fundada en 1935 por Carolina Amor.

## Primeros años y el interés por el arte
Inés Amor sufrió desde pequeña (desde los 5 hasta los 16 años) una enfermedad llamada osteomielitis, por lo que no podía tener gran actividad física. Para que pudiera entretenerse, su padre le mostraba imágenes de grande obras de arte europeo, como Miguel Ángel, Leonardo, Giotto, etcétera. Y su madre la introdujo a clases de pintura, que según la propia Inés Amor no era realmente buena pero de las cuales sacó mucho provecho en el entendimiento de los colores.
Su familia estuvo siempre relacionada al mundo del arte, su abuela Gertrudis García Teruel de Schmidtlein fue pintora y tenía grandes relaciones con pintores mexicanos de la época como José María Velasco de la que era mecenas. Fue gracias a su conocimiento de la obra del paisajista y sus habilidades como gestora internacional que Inés Amor fue designada del escritor Carlos Pellicer, subdirector  de la Dirección General de Educación Extraescolar y Estética para la gestión de la exposición de Velasco en el Museo de Arte de Filadelfia en 1944 y en el museo de Brooklyn en 1945.
Inés Amor afirmó que una de las primeras figuras importantes en su entendimiento del panorama del arte mexicano fue Diego Rivera; sin embargo también advirtió que lo hacía a cierto modo para poder influir en su visión de lo que debía ser mostrado en la GAM. Otro de los personajes que influyó en sus primeros años como encargada de la GAM fue Francisco Díaz de León quien la introdujo al mundo del grabado, y con quien apreció las figuras de artistas como José Guadalupe Posada y Julio Ruelas, que en ese momento eran prácticamente desconocidos.
Según la propia Inés Amor, en la GAM se reunían todos los días grupos de artistas, quiénes la ayudaban de manera formidable a entender desde la técnica hasta los aspectos teóricos-plásticos de las obras de arte.
Dado que los primeros años de la GAM fueron difíciles para la obtención de ingresos económicos, Inés Amor tuvo que desempeñar varios trabajos a la par, como ser la redactora de la página de Sociales del periódico Excélsior y también daba clases de inglés a niños.

## La Galería de Arte Mexicano
Su inauguración en marzo de 1935 sirvió para poder abrir lugar de comercio interno y expansión de espacios de exposición del naciente arte mexicano. Se estableció la necesidad para la muestra de obras en lugares no oficiales y para que los artistas no dependieran únicamente de los trabajos ofrecidos por el rubro público, en especial por la SEP. 
Originalmente el proyecto fue convocado por la desaparición de una sala de exposición temporal en el Palacio de Bellas Artes, esto llevó a que Carolina Amor Schimidtlein instalará un antiguo estudio en su casa familiar (Abraham González 66, colonia Juárez).  El acondicionamiento del lugar fue realizada por Juan O ‘Gorman y la propaganda e invitaciones diseñadas por Gabriel Fernández Ledesma.
La primera obra que se compró fue una acuarela de Angelina Beloff  titulada “Niña con rebozo azul”, comprada por el empresario Carlos Prieto. Después del día de la inauguración donde se presentaron obras de Rivera, Beloff, Antonio Ruiz “el Corcito”, Julio Castellanos, entre otros se dio una segunda exposición en el mismo año de 1935 bajo el tutelaje de Ledesma en la que sólo se exhibieron grabados, donde participaron obras de María Izquierdo, Tamayo, Orozco, Siqueiros, entre otros.
En menos de medio año la joven Inés Amor (entonces de 23 años) tomó el lugar de Carolina Amor y se encargó de la Galería de Arte, quien después por petición de Diego Rivera, se llamó Galería de Arte Mexicano. 
Hubo otros cambios de dirección de la GAM, el primero fue a General Prim Num. 104, donde André Breton dio su ciclo de conferencias en 1937. El tercer cambio de domicilio fue en 1939 en la calle de Milán num. 18, conseguido por Diego Rivera para que pudieran ser expuestos sus murales que quitaron del Hotel Reforma (por crítica y burla al gobierno de Calles), en este recinto se realizó la gran exposición de Surrealismo en 1940. Actualmente la Galería de Arte Moderno, está en la calle de Gobernador Rafael Rebollar #43, Colonia San Miguel Chapultepec bajo la dirección de Alejandra R. de Yturbe y Mariana Pérez Amor.
La Galería de Arte Mexicano se estableció como un lugar de proyección de artistas, no sólo de la llamada Escuela de Pintura Mexicana sino también de las otras propuestas plásticas nacientes, por ejemplo los surrealistas como Leonora Carrington, Remedios Varo, Wolfgang Paalen o Alice Rahon. Así mismo integró a la llamada Generación de La Ruptura y hasta la actualidad convergen artistas contemporáneos como Flor Garduño, Carlos García Noriega, Stefan Brüguemann, entre otros.
La importancia de la GAM (Galería de Arte Mexicano) reside en que se consolidó como uno de los lugares más importantes para la muestra de artistas mexicanos en un contexto donde no había espacios de exposición fuera de los recintos gubernamentales y estos mismos eran reducidos (solamente Bellas Artes y la Academia de San Carlos); ayudando a afianzar las obras de artistas mexicanos en un mercado interno e incluso a exportarlos al mercado internacional del arte, sobre todo el estadounidense.  Además ayudó a mostrar que México vivía una efervescencia cultural más allá de la Escuela Mexicana de Pintura, pues los movimientos como el surrealismo tuvieron un gran protagonismo en suelo mexicano. En su larga historia como foco de encuentro artístico se han realizado más de 1500 exposiciones, que han ayudado a converger a los artistas.
Uno de los aspectos relevantes de la GAM es el archivo que se ha conformado gracias a los registros que se han hechos de las obras, exposiciones y artistas; siendo un espacio importante para la investigación. En su archivo poseen cartas, fotografías, fichas de obras, catálogos, listas de invitados, libros y recortes de prensa, que están abiertas a los investigadores y estudiosos que estén interesados en el arte mexicano del siglo XX y contemporáneo.

## La Exposición Surrealista de 1940
Un evento de gran trascendencia para el arte mexicano protagonizado y auspiciado por la GAM fue la Exposición Surrealista Internacional en el 17 de enero de 1940, que se realizó en la calle de Milán num. 18 Colonia Juárez de la Ciudad de México. Inés Amor fue una de las encargadas junto con Wolfang Paalen quien era una de las figuras del surrealismo internacional.
Recomendado por André Breton (considerado el padre del surrealismo) se montó una exposición paralela a la de Londres. La exposición contó con obras de artistas internacionales como Magritte, Tanguy, Kurt Seligman, Paalen, Brauner , Remedios Varo y Max Ernst. Dentro de los pintores mexicanos se incluyó Frida Kahlo, Agustín Lazo, Antonio Ruíz “el corcito”, Carlos Mérida, Roberto Montenegro, Diego Rivera, etcétera.
La importancia de esta exposición fue darle relevancia en México a otros movimientos que no pertenecían a la Escuela Mexicana de Pintura además de catapultar a México dentro del panorama mundial de la vanguardia surrealista.

## Reconocimientos
En mayo de 2020, se instituye la Cátedra Internacional Inés Amor en Gestión Cultural, perteneciente a la Unidad Académica de la Coordinación de Difusión Cultural de la UNAM, la cual busca reflexionar sobre la gestión cultural, sus propósitos, modelos y perspectivas, y dar a conocer prácticas y herramientas contemporáneas con la apertura de un espacio para la discusión e investigación de la gestión cultural.